# Mansfield Motor Speedway
Der Mansfield Motor Speedway war eine Motorsport-Rennstrecke knapp eine halbe Meile nördlich von Mansfield im US-Bundesstaat Ohio. Das 0,44 Meilen (0,7 Kilometer) lange Lehm-Oval, welches von 1999 bis 2016 asphaltiert war, wurde 2022 abgerissen.

## Geschichte
1959 wurde der Mansfield Raceway als 3/8 Meilen langes Lehm-Oval erbaut. Die Strecke wurde 1972 auf die heutige Länge von 0,44 Meilen verlängert.
1999 wurde die Strecke nach einem Besitzerwechsel asphaltiert und zu Mansfield Motorsports Speedway umbenannt.
An der Strecke wurden 2006 SAFER-Barrier installiert. Eine 2007 angekündigte Ergänzung eines Drag-Strip wurde nie realisiert. Im Zuge dieser Planungen wurde der Name der Strecke in Mansfield Motorsports Park geändert.
Zur Saison 2017 wurde die Strecke, die 2013 nach einer Zwangsversteigerung wegen ausstehender Grundabgaben als Mansfield Raceway und ab 2015 als Spitzer Motor Speedway bezeichnet wurde, in Mansfield Motor Speedway umbenannt, auch wurde der Asphalt durch einen losen Untergrund ausgetauscht. 2019 erfolgte nach anhaltenden wirtschaftlichen Schwierigkeiten die Schließung der Anlage, die in der Folge 2021 demontiert und 2022 abgerissen wurde, um den Verkauf des Grundstücks vorzubereiten.

## Veranstaltungen
In der Betriebszeit als asphaltiertes Short-Track Oval gastierten mehrere Rennserien aus dem Nascar-Umfeld, so die
- NASCAR Craftsman Truck Series: Ohio 250 (2004–2008)
- X-1R Pro Cup Series (2003–2008)
- ASA National Tour (2003–2004)
- NASCAR Whelen Modified Tour (2007–2008)
- NASCAR Midwest Series (2004–2005)
- NASCAR K&N Pro Series East (2007–2008)
- ARCA Menards Series (2009–2010)

## Rekorde
- NASCAR Craftsman Truck Series Qualifying: Ron Hornaday Jr., 16,277 s (110,585 mph), 2005
- NASCAR Craftsman Truck Series Rennen: Bobby Hamilton, 1:55:37 (65,907 mph), 2005